# Guy Parmelin
Pour les articles homonymes, voir Parmelin.
Guy Parmelin, né le 9 novembre 1959 à Bursins (originaire du même lieu), est une personnalité politique suisse, membre de l'Union démocratique du centre (UDC).
Ancien député du canton de Vaud au Conseil national à partir de décembre 2003, il est conseiller fédéral depuis le 1er janvier 2016. D'abord à la tête du Département fédéral de la défense, de la protection de la population et des sports (DDPS) pendant trois ans, il dirige le Département fédéral de l'économie, de la formation et de la recherche (DEFR) depuis 2019. Il est président de la Confédération suisse en 2021.

## Situation personnelle
Guy Bernard Parmelin naît le 9 novembre 1959 à Bursins, dans le canton de Vaud. Il en est également originaire. Ses parents, Jeannine et Richard, sont vignerons dans la localité bursinoise de Mély.

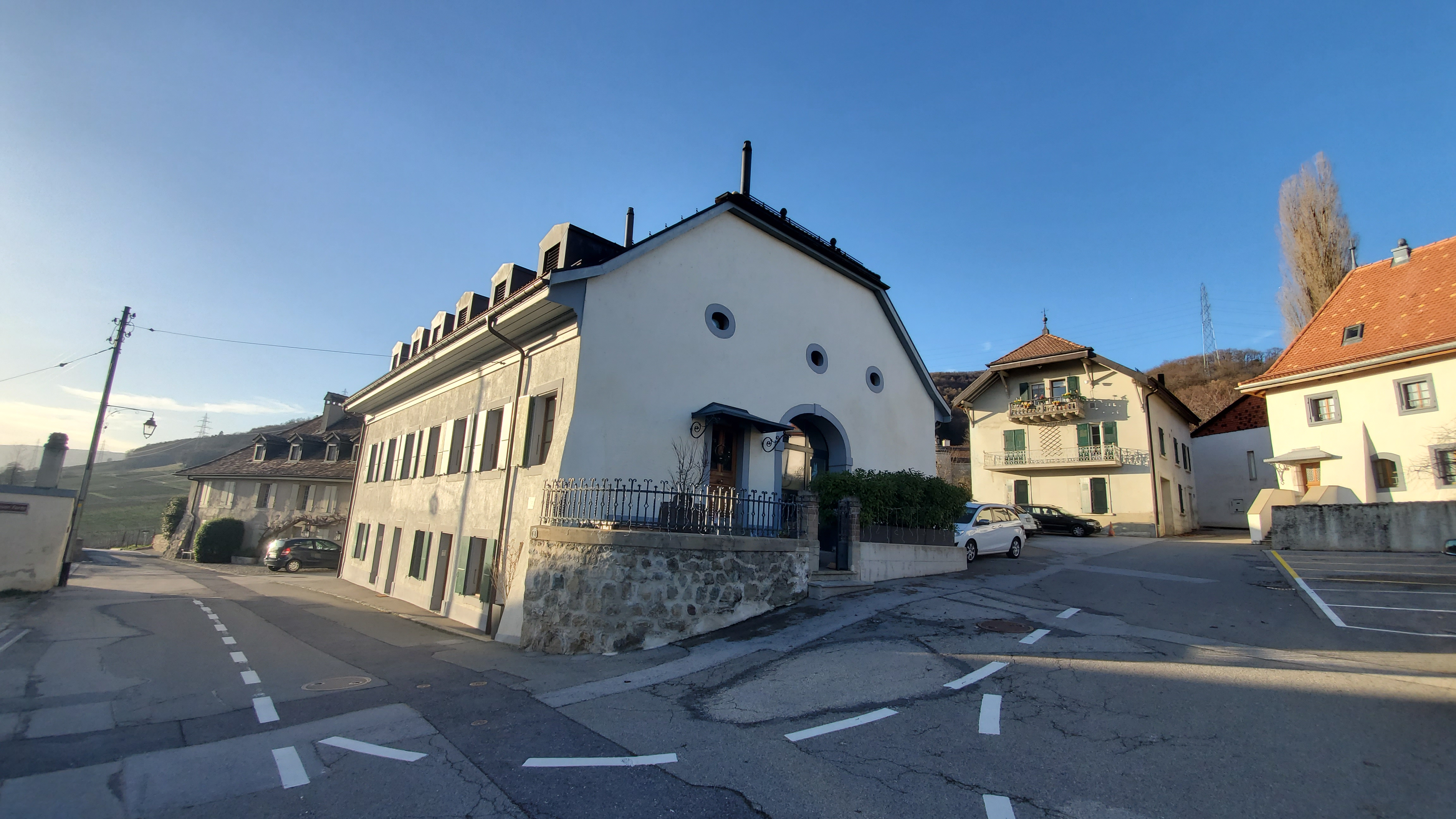
Grange de la dîme à Bursins, propriété famille Parmelin depuis 1818.

Il obtient une maturité gymnasiale de type B (latin-anglais) à Lausanne en 1977. Il fait ensuite un apprentissage d'agriculteur en passant une année en Suisse alémanique dans une ferme d'Altavilla près de Morat et obtient un diplôme de l'école de Marcelin à Morges en 1979. Associé à son père puis à son frère, il exploite en copropriété avec son frère un domaine agricole et viticole dans le village de Bursins. Il obtient une maîtrise agricole avec viticulture en 1985,,,. 
Il a le grade de caporal à l'armée.
Il est marié à une enseignante d'allemand d'origine zurichoise. Ils n'ont pas d'enfants.

## Parcours politique

### Débuts
Guy Parmelin entre en politique en 1993 en devenant membre du conseil général de Bursins. Il est ensuite député au Grand Conseil du canton de Vaud de 1994 à 2003, puis président de 2000 à 2004 de l'UDC du canton de Vaud[réf. nécessaire].
Il est élu au Conseil national comme représentant du canton de Vaud en décembre 2003, à l'occasion des élections fédérales. Il est réélu lors des trois scrutins suivants : en 2007, en 2011 et en 2015. Il est membre de la Commission de la sécurité sociale et de la santé publique (CSSS), qu'il préside de 2013 à 2015, et, à partir de 2007, de la Commission de l'environnement, de l'aménagement du territoire et de l'énergie (CEATE).

### Conseiller fédéral
En 2015, il est choisi par son parti comme candidat à la succession d'Eveline Widmer-Schlumpf au Conseil fédéral en compagnie du Zougois Thomas Aeschi et du Tessinois Norman Gobbi. Il est élu le 9 décembre 2015 au 3e tour avec 138 voix sur 243, pour une majorité absolue à 119 voix, devenant le 116e conseiller fédéral de l'histoire. Il prend ses fonctions le 1er janvier 2016 comme chef du Département fédéral de la défense, de la protection de la population et des sports (DDPS).
Le 10 décembre 2018, le Conseil fédéral procède à une redistribution des départements en son sein, à la suite de l'élection de deux nouvelles conseillères fédérales le 5 décembre. Guy Parmelin quitte à cette occasion le DDPS pour devenir chef du Département fédéral de l'économie, de la formation et de la recherche (DEFR). La nouvelle conseillère fédérale Viola Amherd (PDC) lui succède à la tête du DDPS. Des inquiétudes s'expriment alors sur l'accession de Guy Parmelin à la tête du DEFR, notamment en raison de sa faible maîtrise de l'anglais, polémique dont le The New York Times se fait l'écho en rappelant sa réponse, devenue célèbre, à une question d'un journaliste en anglais lors des auditions préalables à son élection au Conseil fédéral en 2015 : « I can English understand but je préfère répondre en français pour être plus précis » . 

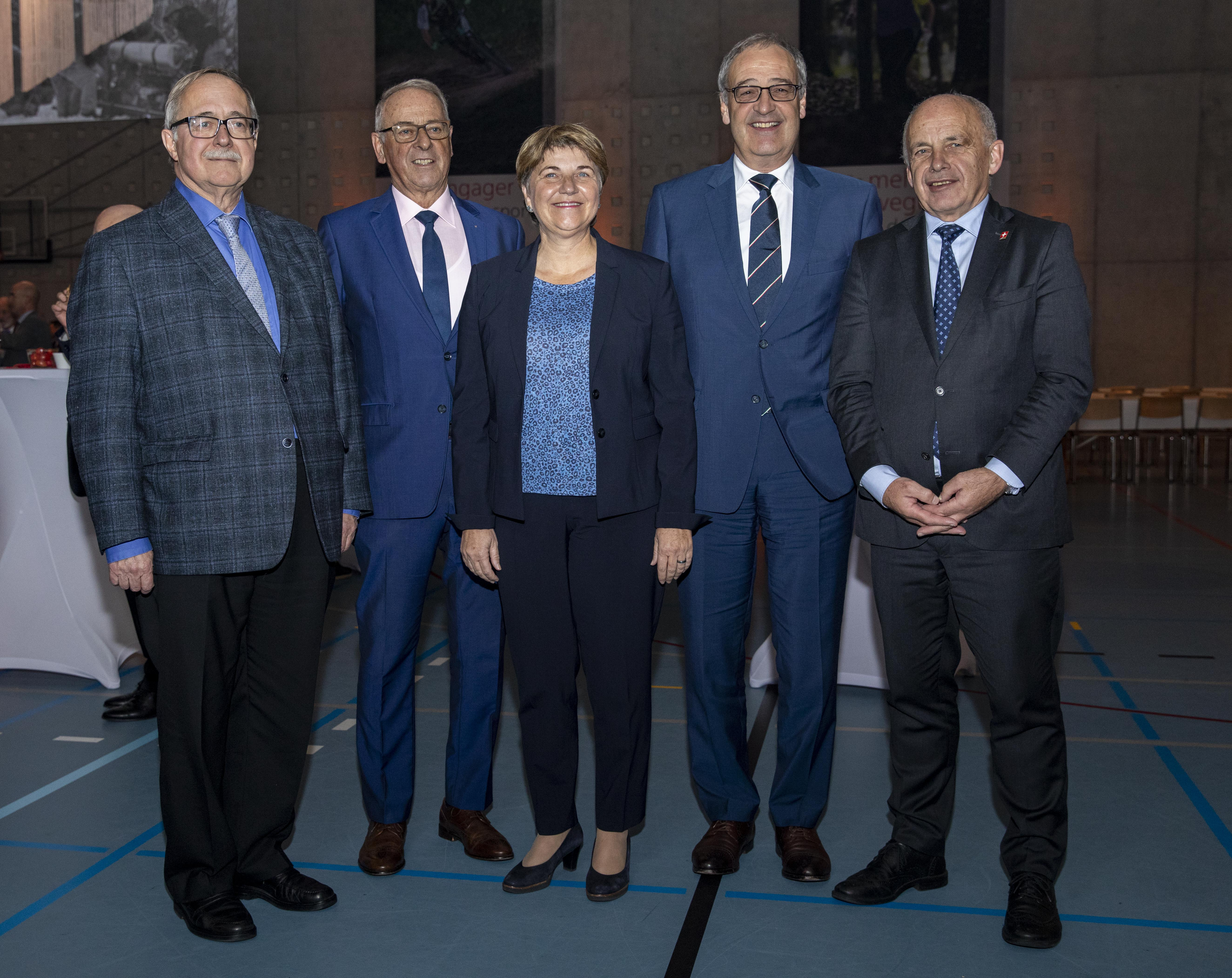
Guy Parmelin lors d'un dîner en novembre 2019, en compagnie de Viola Amherd, Ueli Maurer, Samuel Schmid et Adolf Ogi.

Plus largement, ses supposées carences en matière de communication et sa maîtrise des langues, y compris en français, sont critiquées et parodiées,,.
Le 11 décembre 2019, il est réélu au Conseil fédéral avec 191 voix. Il est également élu vice-président du Conseil fédéral pour l’année 2020 avec 168 voix sur 183 exprimées.
Le 9 décembre 2020, il est élu président de la Confédération suisse avec 188 voix et succède à Simonetta Sommaruga. Il accueille à ce titre en juin 2021 le président américain Joe Biden et le président russe Vladimir Poutine à la Villa La Grange lors du sommet de Genève. Il est remarqué pour sa communication rassurante au milieu de la pandémie de Covid-19. 
À la fin de son année présidentielle, il indique au journal 24 heures vouloir présenter de nouveau sa candidature au Conseil fédéral en 2023. Le 13 décembre 2023, il est réélu avec 215 voix.

### Positionnement politique
Selon un portrait du Temps de 2015, il est considéré comme un UDC « plutôt centriste et pragmatique » lors de ses mandats cantonaux, puis durcit ses positions au cours de ses mandats fédéraux, notamment en matière de politique sociale. En 2012, il fait partie du comité de l'initiative populaire « Contre l'immigration de masse ».